# Nanosat-1B
Nanosat-1B était un satellite artificiel espagnol développé par l'Institut national de technique aérospatiale (INTA) et lancé le 29 juillet 2009. 

## Description
Nanosat-1B a été conçu, développé et exploité par l'INTA. C'est un nanosatellite de 22 kilogrammes dont la fonction principale est la communication entre des bases éloignées, comme l'Antarctique, le navire Hespérides (A-33) et l'Espagne.
Le Nanosat-1B est en forme de bipyramide hexagonale tronquée à 14 côtés, recouvert de panneaux solaires sur tous, sauf le dessous, où se trouvent l'antenne à demi-gain à quatre fils UHF et deux antennes patch. Sur la face supérieure, il y a quatre monopôles UHF. Les capteurs solaires et l'expérience Vectorsol sont logés dans le plateau central et, enfin, les autres équipements et expériences sont à l'intérieur.
Compte tenu de son orbite polaire, Nanosat-1B couvre toute la surface de la Terre, stockant des données scientifiques, qu'il télécharge lors de son passage à la verticale du centre de contrôle situé à au siège de l'INTA (Torrejón de Ardoz, communauté de Madrid) et par des stations mobiles (Nano-terminaux).
Le satellite a été lancé le 29 juillet 2009 à 18:46 UTC depuis le cosmodrome de Baïkonour au Kazakhstan par une fusée Dnepr (15A18) avec cinq autres satellites à bord, la charge utile principale étant DubaiSat 1 et les charges utiles secondaire étant Nanosat-1B, Deimos-1, UK-DMC 2, AprizeSat-3 et AprizeSat-4.

## Charge utile
Le satellite embarque trois expériences :
- Las Dos Torres (LDT) : "Unidades optoeLectrónicAS para un DOSímeTrO y espectRómetRo ESpacial" est un détecteur de protons qui permet de caractériser l'environnement du rayonnement spatial en mesurant la quantité totale de protons sur un certain temps et la vitesse en temps réel à laquelle ils arrivent.
- RAD FET : Il s'agit d'un capteur de dose de rayonnement cumulatif et d'un capteur de magnéto-impédance. LDT et RAD-FET ont été entièrement développés à l'INTA.
- Vectorsol : C'est un capteur solaire de dernière génération, qui permet d'orienter le satellite. Développé par l'Université de Séville et l'Université polytechnique de Catalogne et qualifié par l'INTA.

Le satellite embarque deux systèmes de communication :
- Émetteur-récepteur en bande S : Destiné à être testé en vol, spécialement conçu pour être embarqué sur de nouveaux nano et microsatellites, et qui offre de grandes performances à très faible coût. Basé sur les dernières technologies d'appareils électroniques FPGA. Il a été conçu par la société AD Telecom, et son développement et la qualification ont été réalisés par l'INTA
- Une antenne UHF UHF à gain moyen : Cette nouvelle antenne à quatre fils ainsi que les quatre monopôles développés par l'INTA faciliteront les communications avec les stations mobiles (Nano-Terminaux)